# DDR-Oberliga 1990/91
In 1990/91 werd het 42ste en laatste seizoen van de DDR-Oberliga gespeeld, de hoogste klasse van de DDR. Net zoals in het eerste seizoen heette de competitie dit seizoen eigenlijk anders. Door de Duitse hereniging ging de Oost-Duitse bond op in de Duitse voetbalbond en zo werd de Nordostdeutsche Fußballverband (NOFV) opgericht. Dit werd nu ook de officiële benaming voor de competitie, ook Oberliga Nordost was gebruikelijk. FC Hansa Rostock werd kampioen.
Hansa Rostock werd daarmee de laatste kampioen van de DDR.

## Eindstand
|     | Club                         | Wed | W  | G  | V  | Saldo | Ptn |
| --- | ---------------------------- | --- | -- | -- | -- | ----- | --- |
| 1.  | FC Hansa Rostock             | 26  | 13 | 9  | 4  | 44:25 | 35  |
| 2.  | 1. FC Dynamo Dresden (K/B)   | 26  | 12 | 8  | 6  | 48:28 | 32  |
| 3.  | FC Rot-Weiß Erfurt           | 26  | 11 | 9  | 6  | 30:26 | 31  |
| 4.  | Hallescher FC Chemie         | 26  | 10 | 9  | 7  | 40:31 | 29  |
| 5.  | Chemnitzer FC                | 26  | 9  | 11 | 6  | 24:23 | 29  |
| 6.  | FC Carl Zeiss Jena           | 26  | 12 | 4  | 10 | 41:36 | 28  |
| 7.  | 1. FC Lokomotive Leipzig     | 26  | 10 | 8  | 8  | 37:33 | 28  |
| 8.  | BSV Stahl Brandenburg        | 26  | 9  | 9  | 8  | 34:31 | 27  |
| 9.  | Eisenhüttenstädter FC Stahl  | 26  | 7  | 12 | 7  | 29:25 | 26  |
| 10. | 1. FC Magdeburg              | 26  | 9  | 8  | 9  | 34:32 | 26  |
| 11. | FC Berlin                    | 26  | 7  | 8  | 11 | 25:39 | 22  |
| 12. | FC Sachsen Leipzig (N)       | 26  | 6  | 10 | 10 | 23:38 | 22  |
| 13. | FC Energie Cottbus           | 26  | 3  | 10 | 13 | 21:38 | 16  |
| 14. | FC Victoria 91 Frankfurt (N) | 26  | 4  | 5  | 17 | 29:54 | 13  |

### Legenda
| (K) | Titelverdediger            |
| (B) | Bekerwinnaar vorig seizoen |
| (N) | Promovendus                |

|  | Kampioen, Bekerwinnaar, directe kwalificatie voor Bundesliga en deelname aan Europacup I |
|  | Directe kwalificatie voor Bundesliga                                                     |
|  | Directe kwalificatie voor 2. Bundesliga en deelname aan UEFA-Cup                         |
|  | Directe kwalificatie voor 2. Bundesliga                                                  |
|  | Deelname aan de kwalificatieronde voor de 2. Bundesliga en aan Europacup II              |
|  | Deelname aan de kwalificatieronde voor de 2. Bundesliga                                  |
|  | Directe kwalificatie voor Oberliga Nordost                                               |

## Statistieken

### Topscorers
- In onderstaand overzicht zijn alleen de spelers opgenomen met tien of meer treffers achter hun naam.

| № | Speler           | Club                 | Goals | Pen. | Duels | Gem  |
| - | ---------------- | -------------------- | ----- | ---- | ----- | ---- |
| 1 | Torsten Gütschow | Dynamo Dresden       | 20    | 2    |       | 0,77 |
| 2 | Lutz Schülbe     | Hallescher FC Chemie | 13    | 0    | 26    | 0,50 |
| 3 | Henri Fuchs      | Hansa Rostock        | 12    | 0    | 24    | 0,50 |
| 4 | Heiko Laeßig     | 1. FC Magdeburg      | 10    | 0    |       | 0,43 |
| 5 | Carsten Klee     | FC Carl Zeiss Jena   | 10    | 0    |       | 0,38 |

### Scheidsrechters
| Naam                   | Geboren    | Duels | Kreeg geel | Kreeg voor de tweede keer geel en dus rood | Weggestuurd |
| ---------------------- | ---------- | ----- | ---------- | ------------------------------------------ | ----------- |
| Siegfried Kirschen     | 13.10.1943 | 13    | 38         | 0                                          | 3           |
| Klaus Peschel          | 19.03.1941 | 13    | 42         | 0                                          | 1           |
| Manfred Roßner         | 02.04.1941 | 13    | 34         | 0                                          | 1           |
| Wieland Ziller         | 12.12.1952 | 12    | 39         | 0                                          | 0           |
| Karl-Heinz Gläser      | 03.12.1948 | 10    | 28         | 0                                          | 3           |
| Günther Habermann      | 23.02.1950 | 10    | 23         | 0                                          | 3           |
| Bernd Heynemann        | 22.01.1954 | 10    | 34         | 0                                          | 3           |
| Klaus Scheurell        | 22.08.1941 | 10    | 28         | 0                                          | 0           |
| Norbert Haupt          | 18.01.1953 | 9     | 32         | 0                                          | 0           |
| Günter Supp            | 23.02.1942 | 9     | 22         | 0                                          | 1           |
| Peter Müller           | 13.05.1951 | 8     | 15         | 0                                          | 1           |
| Hans-Jürgen Bußhardt   | 14.07.1946 | 7     | 18         | 0                                          | 1           |
| Klaus-Dieter Stenzel   | 04.06.1950 | 7     | 23         | 0                                          | 3           |
| Peter Weise            | 31.08.1956 | 7     | 19         | 0                                          | 0           |
| Klaus Hagen            | 24.07.1945 | 6     | 11         | 0                                          | 0           |
| Gerhard Mewes          | 26.02.1952 | 5     | 15         | 0                                          | 0           |
| Matthias Müller        | 12.03.1951 | 5     | 21         | 0                                          | 2           |
| Reinhard Purz          | 05.03.1955 | 5     | 21         | 0                                          | 2           |
| Wolfgang Schneider     | 19.11.1954 | 5     | 16         | 0                                          | 1           |
| Thomas Eßbach          | 18.04.1956 | 3     | 8          | 0                                          | 0           |
| Frank Fleske           | 16.04.1962 | 3     | 9          | 0                                          | 0           |
| Wolfgang Henning       | 03.06.1943 | 3     | 10         | 0                                          | 1           |
| Gerhard Demme          | 29.03.1946 | 2     | 5          | 0                                          | 1           |
| Karl-Josef Assenmacher | 30.05.1947 | 1     | 2          | 0                                          | 1           |
| Hellmut Krug           | 19.05.1956 | 1     | 6          | 0                                          | 1           |
| Hans Scheuerer         | 18.10.1949 | 1     | 3          | 0                                          | 0           |
| Aron Schmidhuber       | 28.02.1947 | 1     | 5          | 0                                          | 0           |
| Wolf-Rüdiger Umbach    | 07.08.1945 | 1     | 4          | 0                                          | 0           |
| Hans-Jürgen Weber      | 15.06.1955 | 1     | 3          | 0                                          | 0           |
| Wolf-Günter Wiesel     | 16.11.1947 | 1     | 2          | 0                                          | 0           |
| Totaal                 | Totaal     | 182   | 536        | 0                                          | 29          |

### Hansa Rostock
Bijgaand een overzicht van de spelers van Hansa Rostock, die in het seizoen 1990/91 onder leiding van trainer-coach Uwe Reinders voor de eerste keer in de clubgeschiedenis kampioen van Oost-Duitsland werden en zo de laatste DDR-titel veroverden.
| Naam                 | Min.  | Duels | B  | Werd in het veld gebracht | Werd van het veld gehaald | Goal | Kreeg geel | Kreeg voor de tweede keer geel en dus rood | Weggestuurd |
| -------------------- | ----- | ----- | -- | ------------------------- | ------------------------- | ---- | ---------- | ------------------------------------------ | ----------- |
| Andreas Babendererde | 2259' | 26    | 25 | 1                         | 1                         | 4    | 3          | 0                                          | 0           |
| Gernot Alms          | 2179' | 25    | 25 | 0                         | 2                         | 3    | 4          | 0                                          | 0           |
| Jens Dowe            | 1997' | 25    | 22 | 3                         | 1                         | 4    | 2          | 0                                          | 0           |
| Henri Fuchs          | 1836' | 24    | 22 | 2                         | 8                         | 12   | 4          | 0                                          | 0           |
| Volker Röhrich       | 1753' | 24    | 19 | 5                         | 5                         | 4    | 0          | 0                                          | 0           |
| Juri Schlünz         | 2076' | 24    | 24 | 0                         | 4                         | 6    | 4          | 0                                          | 0           |
| Heiko März           | 2062' | 23    | 23 | 0                         | 0                         | 0    | 2          | 0                                          | 1           |
| Paul Caligiuri       | 1901' | 22    | 21 | 1                         | 0                         | 0    | 0          | 0                                          | 0           |
| Hilmar Weilandt      | 1655' | 22    | 17 | 5                         | 1                         | 3    | 1          | 0                                          | 0           |
| Frank Rillich        | 1362' | 19    | 15 | 4                         | 2                         | 0    | 5          | 0                                          | 0           |
| Florian Weichert     | 1416' | 19    | 16 | 3                         | 6                         | 7    | 2          | 0                                          | 0           |
| Daniel Hoffmann      | 1170' | 13    | 13 | 0                         | 0                         | 0    | 0          | 0                                          | 0           |
| Jens Kunath          | 1170' | 13    | 13 | 0                         | 0                         | 0    | 0          | 0                                          | 0           |
| Jens Wahl            | 1160' | 13    | 13 | 0                         | 2                         | 1    | 0          | 0                                          | 0           |
| Mike Werner          | 711'  | 9     | 8  | 1                         | 1                         | 0    | 2          | 0                                          | 0           |
| Thomas Lässig        | 389'  | 6     | 4  | 2                         | 1                         | 0    | 1          | 0                                          | 0           |
| Thomas Finck         | 115'  | 4     | 1  | 3                         | 1                         | 0    | 1          | 0                                          | 0           |
| Thomas Reif          | 91'   | 4     | 1  | 3                         | 1                         | 0    | 0          | 0                                          | 0           |
| Axel Schulz          | 316'  | 4     | 4  | 0                         | 2                         | 0    | 2          | 0                                          | 0           |
| Bernd Arnholdt       | 18'   | 2     | 0  | 2                         | 0                         | 0    | 0          | 0                                          | 0           |
| Uwe Kirchner         | 88'   | 2     | 0  | 2                         | 0                         | 0    | 0          | 0                                          | 0           |
| Thomas Gansauge      | 8'    | 1     | 0  | 1                         | 0                         | 0    | 0          | 0                                          | 0           |
| Jörg Böhme           | 0     | 0     | 0  | 0                         | 0                         | 0    | 0          | 0                                          | 0           |
| René Damerow         | 0     | 0     | 0  | 0                         | 0                         | 0    | 0          | 0                                          | 0           |
| Thomas Grabow        | 0     | 0     | 0  | 0                         | 0                         | 0    | 0          | 0                                          | 0           |
| Sven Oldenburg       | 0     | 0     | 0  | 0                         | 0                         | 0    | 0          | 0                                          | 0           |
| Axel Rietentiet      | 0     | 0     | 0  | 0                         | 0                         | 0    | 0          | 0                                          | 0           |

## Europees
Europacup I
| Ronde | Team #1      | Tot.  | Team #2          | 1ste wed | 2de wed |
| ----- | ------------ | ----- | ---------------- | -------- | ------- |
| 1R    | FC Barcelona | 3 - 1 | FC Hansa Rostock | 3 - 0    | 0 - 1   |

Europacup II
| Ronde | Team #1                    | Tot.  | Team #2        | 1ste wed | 2de wed |
| ----- | -------------------------- | ----- | -------------- | -------- | ------- |
| 1R    | BSG Stahl Eisenhüttenstadt | 1 - 5 | Galatasaray SK | 1 - 2    | 0 - 3   |

UEFA Cup
| Ronde | Team #1            | Tot.  | Team #2            | 1ste wed | 2de wed |
| ----- | ------------------ | ----- | ------------------ | -------- | ------- |
| 1R    | FC Groningen       | 0 - 2 | FC Rot-Weiß Erfurt | 0 - 1    | 0 - 1   |
| 1R    | Hallescher FC      | 2 - 4 | Torpedo Moskou     | 2 - 1    | 0 - 3   |
| 2R    | FC Rot-Weiß Erfurt | 1 - 5 | Ajax Amsterdam     | 1 - 2    | 0 - 3   |

Intertoto Cup 

Groep 3
| plaats | Club             | Doelpunten | Punten |
| ------ | ---------------- | ---------- | ------ |
| 1.     | Austria Salzburg | 7 : 2      | 10     |
| 2.     | Chemie Halle     | 13 : 6     | 7      |
| 3.     | Vaci Izzo MTE    | 8 : 11     | 5      |
| 4.     | Ikast FS         | 4 : 13     | 2      |

Groep 4
| plaats | Club                  | Doelpunten | Punten |
| ------ | --------------------- | ---------- | ------ |
| 1.     | Dukla Banská Bystrica | 11 : 3     | 10     |
| 2.     | Silkeborg IF          | 13 : 9     | 8      |
| 3.     | Hammarby IF           | 8 : 12     | 4      |
| 4.     | Energie Cottbus       | 4 : 12     | 2      |

## Kwalificatie 2. Bundesliga
Acht clubs namen deel aan de kwalificatieronde voor de 2. Bundesliga. De clubs werden in twee groepen van vier ingedeeld en alleen de winnaar plaatste zich voor de 2. Bundesliga. De overige clubs gingen naar de Oberliga Nordost, de derde klasse.

### Groep 1
| № | Club                  | WG | W | G | V | DV | DT | +/− | Punten |
| - | --------------------- | -- | - | - | - | -- | -- | --- | ------ |
| 1 | BSV Stahl Brandenburg | 6  | 4 | 1 | 1 | 9  | 6  | +3  | 9      |
| 2 | FC Berlin             | 6  | 3 | 2 | 1 | 10 | 5  | +5  | 8      |
| 3 | 1. FC Union Berlin    | 6  | 2 | 1 | 3 | 5  | 7  | −2  | 5      |
| 4 | 1. FC Magdeburg       | 6  | 0 | 2 | 4 | 6  | 12 | −6  | 2      |

### Groep 2
| № | Club                        | WG | W | G | V | DV | DT | +/− | Punten |
| - | --------------------------- | -- | - | - | - | -- | -- | --- | ------ |
| 1 | 1. FC Lokomotive Leipzig    | 6  | 4 | 2 | 0 | 11 | 0  | +11 | 10     |
| 2 | Eisenhüttenstädter FC Stahl | 6  | 3 | 2 | 1 | 8  | 6  | +2  | 8      |
| 3 | FSV Zwickau                 | 6  | 1 | 2 | 3 | 5  | 9  | −4  | 4      |
| 4 | FC Sachsen Leipzig          | 6  | 1 | 0 | 5 | 4  | 13 | −9  | 2      |

## Wat is er van de Oberliga-clubs geworden
Nog tijdens het laatste seizoen veranderde het voetbal in Oost-Duitsland. De voorbije veertig jaar werden de clubs ondergebracht bij bedrijven (Betriebssportgemeinschaften) en nu moesten ze zelf voor hun financiering zorgen. Voor een aantal clubs was dit een financiële aderlating, zo eindigden Magdeburg en FC Berlin die in 1990 nog op plaats drie en vier eindigden nu in de lagere middenmoot.
De intrede in de gezamenlijke Duitse competitie verliep voor de meeste clubs niet goed. Hansa Rostock degradeerde meteen uit de Bundesliga, maar slaagde er wel in om terug te keren en speelde inmiddels al 12 seizoenen in de Bundesliga. Dynamo Dresden slaagde erin om vier seizoenen op rij in de Bundesliga te spelen, maar speelde altijd tegen de degradatie. Doordat de club in 1995 geen licentie kreeg ging Dynamo meteen van de eerste naar de derde klasse. Van de zes clubs die in de 2. Bundesliga startten degradeerden Rot-Weiß Erfurt, Hallescher FC en Stahl Brandenburg al meteen.
Lokomotive Leipzig nam de historische naam VfB Leipzig aan en slaagde er na twee jaar in te promoveren naar de Bundesliga, maar degradeerde meteen. Ook Energie Cottbus slaagde er in 2000 in om voor het eerst te promoveren. Nadat Hansa Rostock in 2005 degradeerde speelde er voor het eerst sinds de hereniging geen enkele club uit Oost-Duitsland in de  . Cottbus zorgde ervoor dat het bij één seizoen bleef, maar in 2009 degradeerde Cottbus opnieuw. Nadat in 2010 Hertha BSC degradeerde was er zelfs helemaal geen club uit het oosten van Duitsland vertegenwoordigd in de hoogste klasse (Hertha speelde wel altijd al in de West-Duitse competitie). Sinds het seizoen 2016/2017 speelt er dankzij de promotie van RB Leipzig weer een Oost-Duitse club op het hoogste niveau. 
Naast RB Leipzig komt ook Union Berlin sinds het seizoen 2019/2020 op het hoogste niveau uit. In de 2. Bundesliga komt FC Magdeburg uit. Een niveau lager in de 3. Liga zijn ook clubs terug te vinden : Erzgebirge Aue, Dynamo Dresden, FC Hansa Rostock en Energie Cottbus. De Oost-Duitse recordkampioen Dynamo Berlin speelt op het vierde niveau in de Regionalliga, net als Chemnitzer FC, Carl Zeiss Jena, Lokomotive Leipzig, Hallescher FC, FSV Zwickau en FC Rot-Weiß Erfurt.